# Marianna Nagy
Marianna Nagy (ur. 13 stycznia 1929 w Szombathely, zm. 3 maja 2011 w Budapeszcie) – węgierska łyżwiarka figurowa startująca w konkurencji par sportowych, dwukrotna brązowa medalistka olimpijska, trzykrotna brązowa medalistka mistrzostw świata, siedmiokrotna medalistka mistrzostw Europy, ośmiokrotna mistrzyni Węgier, trenerka.

## Życiorys
Na arenie krajowej i międzynarodowej występowała w rywalizacji par sportowych. Jej partnerem w zawodach był jej brat, László Nagy. Para startowała w zawodach w latach 1947–1958.
W styczniu 1948 roku para wystąpiła na mistrzostwach Europy w Pradze i zajęła szóste miejsce. W lutym po raz pierwszy wystąpiła na zimowych igrzyskach olimpijskich. Na igrzyskach w Sankt Moritz uplasowała się na siódmym miejscu. Takie samo miejsce uzyskała na rozegranych parę dni po igrzyskach mistrzostwach świata w Davos.
W styczniu 1949 roku zdobyła srebrny medal mistrzostw Europy w Mediolanie. W lutym tego roku zajęła czwarte miejsce na mistrzostwach świata w Paryżu. W styczniu 1950 roku zdobyła mistrzostwo Europy na mistrzostwach w Oslo. W marcu tego roku została brązową medalistką mistrzostw świata w Londynie.
W lutym 1951 roku dwukrotnie została uhonorowana odznaczeniami państwowymi za osiągnięcia sportowe.
Brązowe medale wywalczyła także na imprezach rangi mistrzowskiej w 1952 roku – w styczniu na mistrzostwach Europy w Wiedniu i w lutym na igrzyskach olimpijskich w Oslo. W styczniu 1953 roku została wicemistrzynią Europy na mistrzostwach w Dortmundzie, a w lutym zdobyła brązowy medal mistrzostw świata w Davos.
W styczniu 1955, po raz drugi w karierze, zdobyła mistrzostwo Europy, tym razem na zawodach w Budapeszcie. W lutym 1955 roku ponownie zdobyła brązowy medal mistrzostw świata, startując w Wiedniu. W styczniu 1956 roku zdobyła srebrny medal na mistrzostwach Europy w Paryżu, a w lutym tego roku – brąz na igrzyskach olimpijskich w Cortina d’Ampezzo. W styczniu 1957 roku zdobyła ostatni w karierze medal mistrzostw rangi międzynarodowej, zajmując drugie miejsce na mistrzostwach Europy w Wiedniu. W styczniu 1958 roku uplasowała się na czwartym miejscu mistrzostw Europy w Bratysławie, a w lutym – na siódmym miejscu w mistrzostwach świata w Paryżu.
Wraz z bratem ośmiokrotnie triumfowała w rywalizacji par sportowych na mistrzostwach Węgier w łyżwiarstwie figurowym. Tytuły mistrzów Węgier para zdobyła w latach 1950, 1951, 1952, 1954, 1955, 1956, 1957 i 1958.
Po zakończeniu kariery w 1958 roku była trenerką młodych łyżwiarzy figurowych.